# Флодин, Фанни
Фанни Матильда Флодин (Флодин-Густавсон; фин. Fanny Flodin-Gustavson; 31 января 1868, Оулу — 4 марта 1954, Хельсинки) — финская пианистка и педагог.

## Биография
Родилась в 1868 году в Улеаборге (Оулу) в обеспеченной и образованной семье действительного статского советника Фритьофа Флодина. Была третьей из девяти детей. Тётка по матери — певица Ида Базилиер-Магельссен (1846—1928), двоюродный брат — композитор Карл Флодин, сестра — скульптор Хильда Флодин.
Фанни Флодин училась игре на фортепиано в Гельсингфорском музыкальном институте под руководством Уильяма Дэйеса. С образовательными целями посетила Германию, Великобританию и Францию, где стала ученицей композитора и пианиста Рауля Пюньо. В Париже познакомилась с Жюльеном Леклерком — первым художественным критиком, по достоинству оценившим талант Ван Гога, и вышла за него замуж в 1898 году. Медовый месяц новобрачные провели в Финляндии, где Леклерк открыл для себя бурно развивавшееся в то время финское искусство, и, по возвращению во Францию опубликовал ряд статей, познакомив с ним французскую публику. В Финляндии Леклерк организовал первую в Скандинавии (и Российской империи) выставку импрессионистов, а во Франции сыграл важную роль в интеграции финских художников в парижские художественные круги.
Однако брак Флодин и Леклерка, сыгравший важную роль в истории финского искусства, продлился недолго. В 1901 году Леклерк скончался, а Фанни, до этого жившая с ним в Париже, вернулась в Гельсингфорс (перед этим, по совету отца распродав за бесценок принадлежавшие её мужу полотна Ван Гога).  В Гельсингфорсе Флодин преподавала игру на фортепиано. В 1906 году она вышла замуж повторно — за Кристиана Густавсона (1860–1940), и с тех пор была известна, как Фанни Флодин-Густавсон.
Скончалась в 1954 году в Хельсинки.